# José Huentelaf
José Antonio Huentelaf Santana (* 22. Januar 1989 in Viña del Mar) ist ein ehemaliger chilenischer Fußballspieler auf der Position eines Außenstürmers.

## Karriere
José Huentelaf begann seine Karriere 2009 bei Lota Schwager, wo er fünf Jahre unter Vertrag stand. Im Mai 2011 wurde er für ein Trainingslager von Perspektivspielern für die Nationalmannschaft nominiert. 2014 wechselte er zu Universidad de Concepción und gewann mit dem Team die Copa Chile 2014/15. Bis 2019 spielte er für den Klub, wobei er in der Saison 2916/17 an Deportes Temuco verliehen war. Zur Saison 2020 wechselte er zu Deportes Melipilla. In der Saison 2021 konnte sich Aufsteiger Melipilla sportlich als 14. in der Primera División halten, musste jedoch wegen finanzieller Unregelmäßigkeiten nach einem Gerichtsentscheid zwangsabsteigen. Bei diesem Entscheid ging es um Doppelverträge und Schwarzgeldzahlungen seitens des Vereins an Spieler, in die hauptsächlich Sportdirektor Carlos Encinas verwickelt war. José Pedro Fuenzalida und José Huentelaf belegten die Vorwürfe. Encinas versuchte Fuenzalida durch Bestechung noch von seinen Aussagen abzubringen, doch dieser verzichtete. Für Huentelaf war Melipilla die letzte Station seiner Fußballkarriere.

## Erfolge
Universidad de Concepción
- Chilenischer Pokalsieger: 2014/15